# Monasteri di Pavia
Questa lista comprende, oltre ai monasteri propriamente detti, anche i conventi. Nel caso in cui un monastero sia passato a un ordine mendicante, divenendo quindi tecnicamente un convento, è stata comunque mantenuta la denominazione di monastero. 
- Monastero di Sant'Agata al Monte (VII-IX secolo colombaniane, poi benedettine, 1242-1782 francescane)
- Monastero di San Pietro in Ciel d'Oro (o Convento di Sant'Agostino; VII-IX secolo colombaniani, poi benedettini, 1221-1327 canonici regolari di Santa Croce di Mortara, 1327-1509: agostiniani, 1509-1781 agostiniani assieme ai canonici regolari lateranensi, 1781-1785 agostiniani assieme ai francescani, 1785-1799 domenicani, dal 1896 agostiniani nella Basilica)
- Monastero di Sant'Andrea dei Reali (1282-1570: domenicani, dal 1303 benedettine)
- Convento di Sant'Antonio da Padova (1605-1810: cappuccini)
- Monastero di Sant'Apollinare (sec. XI-1524: benedettini, dal 1423 domenicani)
- Monastero di San Bartolomeo in Strada (1021-1804: benedettini, dal 1506 olivetani)
- Monastero di San Biagio (XIII secolo-1464: benedettine)
- Monastero di Santa Chiara la Reale (1380-1782: francescane)
- Monastero di Santa Clara (1475-1782: francescane)
- Monastero di San Cristoforo (1221-1799: monache cistercensi)
- Convento di Santa Croce (1496-1810: francescani)
- Monastero di San Dalmazio (XV secolo-1783: agostiniane)
- Monastero di Sant'Elena (XIII secolo-1799: benedettine)
- Monastero di San Felice (VIII secolo-1786: benedettine)
- Convento di San Francesco Grande (1298-1781: francescani)
- Convento di San Francesco di Paola (1714-1806: minimi)
- Monastero del Gesù (1187-1221: monaci cistercensi)
- Convento di San Giacomo alla Vernavola (1421-1805: francescani osservanti)
- Monastero di San Gregorio (XVI secolo-1799: benedettine)
- Monastero di San Lanfranco, o del Santo Sepolcro (1090-1782 vallombrosani)
- Monastero (Priorato) di San Maiolo (X secolo-1790: cluniacensi, dal 1566 somaschi)
- Monastero di Santa Maria degli Angeli
- Monastero di Santa Maria Annunciata (1447-1799: agostiniane)
- Monastero di Santa Maria delle Cacce (VIII secolo-1799: benedettine)
- Convento di Santa Maria del Carmine (1400 ca.-1799: carmelitani)
- Monastero di Santa Maria Coronata di Canepanova (1591-1810: barnabiti)
- Monastero di Santa Maria Giosafat, o Monastero Nuovo (1417-1768: rocchettine)
- Monastero di Santa Maria Maddalena (1550-1785: congregazione laicale delle Convertite)
- Monastero di Santa Maria in Nazaret (XIII secolo-XIV secolo: domenicane)
- Monastero di Santa Maria alle Pertiche (VII-IX secolo colombaniane, poi benedettine, dal 1140 cistercensi, 1589-1782 cappuccine)
- Monastero di Santa Maria Teodote, o della Pusterla (VII-IX secolo colombaniane, poi benedettine, 1473-1799: cassinesi)
- Monastero di Santa Maria Vecchia (VII-IX secolo colombaniane, poi benedettine fino al 1567)
- Monastero di San Marino (VIII secolo-1799: benedettine fino al 1000, poi monaci banedettini della Congregazione casadeiana, poi cassinesi, dal 1481 gerolamini)
- Monastero di San Martino Fuori Porta (IX secolo-XI secolo: benedettine)
- Monastero di San Martino del Liano (X secolo-1785: benedettine)
- Monastero di San Matteo (XIII secolo-1449: benedettini)
- Monastero di Santa Mostiola (X secolo-1799: olivetani)
- Monastero di Sant'Olderico
- Monastero di San Paolo alla Vernavola (1465-1799: eremitani)
- Monastero di San Salvatore (VII-IX secolo colombaniani, poi benedettini, 1466-1782 cassinesi)
- Monastero del Senatore (VIII secolo-1799: benedettine)
- Monastero dei Santi Spirito e Gallo (1417-1799: cassinesi)
- Monastero di San Tommaso (IX secolo-1786: benedettine, dal 1303 domenicani)